# Ubinskaya
Ubinskaya (del ruso: Убинская) es una stanitsa del raión de Séverskaya del krai de Krasnodar, en Rusia. Está situada en el borde septentrional del Cáucaso, a orillas del río Ubin, afluente del Afips, de la cuenca del Kubán, 17 km al suroeste de Séverskaya y 51 km al suroeste de Krasnodar. Tenía 494 habitantes en 2010.
Pertenece al municipio Azóvskoye.

## Historia
La localidad fue fundada en 1864 sobre el emplazamiento de un aul adigué.

## Lugares de interés
Es de destacar el edificio de la escuela del pueblo, de 1916.
En los alrededores se hallan los montes Ubin-Su y Sober-Bash, de interés turístico por sus dólmenes.